# نجد امثبة

تعديل مصدري - تعديل

نجد امثبه هي إحدى قرى عزلة القارة بمديرية رصد التابعة لمحافظة أبين، بلغ تعداد سكانها 31 نسمة حسب تعداد اليمن لعام 2004.